# Clobazam
El clobazam, vendido bajo la marca Frisium entre otros, es un medicamento de clase benzodiazepina que fue patentado en 1968. Fue sintetizado por primera vez en 1966 y publicado por primera vez en 1969. Fue originalmente comercializado como un ansiolítico ansioselectivo desde 1970, y un anticonvulsivo desde 1984.
El objetivo principal de desarrollo de fármacos era proporcionar una mayor eficacia ansiolítica y anti obsesiva con menos efectos secundarios relacionados con la benzodiazepina.

## Usos
Se utiliza por su efecto ansiolítico, y como una terapia adjunta en epilepsia.
Está aprobado en Canadá para uso adicional en ataques tónico-clónicos, complejos parciales y mioclónicos. Está aprobado para la terapia complementaria en convulsiones parciales complejas, ciertos tipos de estado epiléptico, específicamente el mycolonic, mioclónico-ausente, simple parcial, parcial complejo, y variedades tónicas, y no estado ausencia convulsiones. También está aprobado para el tratamiento de la ansiedad.
En la India, está aprobado para su uso como una terapia adjunta en la epilepsia, y en la ansiedad aguda y crónica. En Japón, está aprobado para la terapia adjunta en epilepsia resistente al tratamiento con convulsiones parciales complejas. En Nueva Zelanda, se comercializa como Frisio. En el Reino Unido está aprobado para el alivio a corto plazo (2-4 semanas) de ansiedad aguda en pacientes que no han respondido a otros medicamentos, con o sin insomnio y sin depresión clínica incontrolada. No fue aprobado en los Estados Unidos hasta el 25 de octubre de 2011, cuando fue aprobado para el tratamiento adyuvante de las convulsiones asociadas con el síndrome de Lennox-Gastaut en pacientes de 2 años de edad o más.
Como terapia complementaria en epilepsia, se utiliza en pacientes que no han respondido a medicamentos de primera línea y en niños que son refractarios a los medicamentos de primera línea. No está claro si hay algún beneficio para el clobazam sobre otros medicamentos para convulsiones para niños con Epilepsia Rolandic u otros síndromes epilépticos. No se recomienda su uso en niños de entre seis meses y tres años, a menos que haya una necesidad imperiosa. Además de la epilepsia y la ansiedad severa, también se aprueba como un agente adjunto a corto plazo (2-4 semanas) en esquizofrenia y otros trastornos psicóticos para manejar la ansiedad o la agitación.
Se utiliza a veces para las epilepsias refractarias. Sin embargo, el tratamiento profiláctico a largo plazo de la epilepsia puede tener inconvenientes considerables, lo más importante disminuyó los efectos antiepilépticos debido a la tolerancia a los medicamentos que puede hacer que la terapia a largo plazo sea menos eficaz. Por lo tanto, se pueden preferir otros medicamentos antiepilépticos para el tratamiento a largo plazo de la epilepsia. Además, las benzodiacepinas pueden tener el inconveniente, particularmente después del uso a largo plazo, de causar convulsiones de rebote tras la interrupción brusca o excesivamente rápida del tratamiento que forma parte del síndrome de abstinencia de benzodiazepina.